# 次硫酸
次硫酸（H2SO2）是一种极不稳定的无机酸，目前只制得了次硫酸盐。
金属锌与硫酰氯在乙醚中反应可制得次硫酸锌：
{\displaystyle {\rm {\ 2Zn+SO_{2}Cl_{2}\rightarrow ZnSO_{2}+ZnCl_{2}}}}
乙酸钴与连二亚硫酸钠溶液作用，再加入过量的氨，然后通二氧化碳至饱和，可以制得棕色的次硫酸钴晶体。
{\displaystyle {\rm {\ Co(CH_{3}COO)_{2}+Na_{2}S_{2}O_{4}\rightarrow CoS_{2}O_{4}+2CH_{3}COONa}}}
{\displaystyle {\rm {\ CoS_{2}O_{4}+2NH_{3}+H_{2}O\rightarrow CoSO_{2}+(NH_{4})_{2}SO_{3}}}}